# Мурис
Мурис — река в России, протекает в Верхнекамском районе Кировской области. Устье реки находится в 122 км по левому берегу реки Порыш. Длина реки составляет 14 км.
Исток реки на Верхнекамской возвышенности в 7 км к северо-западу от посёлка Брусничный. Рядом с истоком находилась станция Има упразднённой Гайно-Кайской железной дороги, обслуживавшей Вятлаг. Исток находится на водоразделе Волги и Северной Двины, неподалёку от истока Муриса течёт Сысола. Мурис течёт на восток, всё течение проходит по ненаселённому заболоченному лесному массиву.

## Данные водного реестра
По данным государственного водного реестра России относится к Камскому бассейновому округу, водохозяйственный участок реки — Кама от истока до водомерного поста у села Бондюг, речной подбассейн реки — бассейны притоков Камы до впадения Белой. Речной бассейн реки — Кама.
По данным геоинформационной системы водохозяйственного районирования территории РФ, подготовленной Федеральным агентством водных ресурсов:
- Код водного объекта в государственном водном реестре — 10010100112111100001204
- Код по гидрологической изученности (ГИ) — 111100120
- Код бассейна — 10.01.01.001
- Номер тома по ГИ — 11
- Выпуск по ГИ — 1